# Javorový vrch (národní přírodní památka)
Javorový vrch je národní přírodní památka na východním svahu hory Temná v Hrubém Jeseníku, asi čtyři kilometry od obce Malá Morávka v okrese Bruntál. Důvodem ochrany je komplex bývalého středověkého podpovrchového rudného dolu, včetně všech jeho podzemních i povrchových částí tvořících významný geologický profil v komplexu hornin vrbenské série a též biotop společenstva letounů (Chiroptera), včetně jejich populací, a fragment květnaté bučiny na povrchu ve východní části masivu Hrubého Jeseníku a typy přírodních stanovišť a druhy, pro které byla jiným právním předpisem vyhlášena evropsky významná lokalita Natura 2000 Javorový vrch a které se nacházejí na území národní přírodní památky. V roce 2011 byla do NPP Javorový vrch začleněna přírodní památka Štola pod Jelení cestou.